# キャップ積
代数トポロジーにおいて、キャップ積（英: cap product）は次数 p のチェインと次数 q ≤ p のコチェインから次数 p − q の新しいチェインを作る手法である。キャップ積は1936年にEduard Čechにより、1938年にHassler Whitneyにより独立に導入された。

## 定義
X を位相空間とし R を係数環とする。キャップ積は特異ホモロジー及びコホモロジー上の双線型写像
{\displaystyle \frown \;:H_{p}(X;R)\times H^{q}(X;R)\rightarrow H_{p-q}(X;R)}
であって以下のように定義される。特異チェイン {\displaystyle \sigma :\Delta \ ^{p}\rightarrow \ X} と特異コチェイン {\displaystyle \psi \in C^{q}(X;R)} に対し
{\displaystyle \sigma \frown \psi =\psi (\sigma |_{[v_{0},\ldots ,v_{q}]})\sigma |_{[v_{q},\ldots ,v_{p}]}}
とする。ここで、表記 {\displaystyle \sigma |_{[v_{0},\ldots ,v_{q}]}} は単体写像 {\displaystyle \sigma } の底のベクトルによって張られる面への制限を表す。単体を参照。

## Equations
キャップ積のバウンダリは次で与えられる：
{\displaystyle \partial (\sigma \frown \psi )=(-1)^{q}(\partial \sigma \frown \psi -\sigma \frown \delta \psi ).}
写像 f が与えられると誘導された写像は次を満たす：
{\displaystyle f_{*}(\sigma )\frown \psi =f_{*}(\sigma \frown f^{*}(\psi )).}
キャップ積とカップ積は次で関係づけられる：
{\displaystyle \psi (\sigma \frown \varphi )=(\varphi \smile \psi )(\sigma )}
ただし
{\displaystyle \sigma :\Delta ^{p+q}\rightarrow X} ,  {\displaystyle \psi \in C^{q}(X;R)} and {\displaystyle \varphi \in C^{p}(X;R).}
最後の式の面白い結果として、{\displaystyle H_{\ast }(X;R)} は右 {\displaystyle H^{\ast }(X;R)} 加群になる。